# Enicospilus ditor
Enicospilus ditor là một loài tò vò trong họ Ichneumonidae.